# Corgatha macariodes
Corgatha macariodes là một loài bướm đêm trong họ Erebidae.